# Apogon oxygrammus
Apogon oxygrammus är en fiskart som beskrevs av Allen 2001. Apogon oxygrammus ingår i släktet Apogon och familjen Apogonidae. Inga underarter finns listade i Catalogue of Life.